# Julius Brink
Julius Brink (Münster, 6 de julho de 1982) é um jogador de voleibol de praia da Alemanha.
Tendo como parceiro Christoph Dieckmann, participou da olimpíada de Pequim 2008. Já em Londres 2012, obteve a medalha de ouro em dupla com Jonas Reckermann, vencendo na partida final a dupla brasileira Alison/Emanuel.